# Krähenort
Krähenort ist ein Wohnplatz des Ortsteiles Rosow der Gemeinde Mescherin im Landkreis Uckermark in Brandenburg.

## Geografie
Der Ort liegt einen Kilometer südlich von Rosow und sechs Kilometer nordwestlich von Mescherin. Die Nachbarorte sind Rosow im Norden, Kamieniec im Nordosten, Pargowo und Neurochlitz im Südosten, Tantow im Südwesten sowie Vorwerk Radekow und Radekow im Westen.

## Geschichte
Krähenort gehörte bis 1945 als Wohnplatz der Gemeinde Rosow zur Provinz Pommern.